# Morum oniscus
Morum oniscus (nomeada, em inglêsː Atlantic Morum ou Atlantic woodlouse) é uma espécie de molusco gastrópode marinho predador, pertencente à família Harpidae e subfamília Moruminae da subclasse Caenogastropoda, na ordem Neogastropoda (no passado entre os Cassidae). Foi classificada por Carolus Linnaeus, em 1767, com a denominação de Strombus oniscus em sua obra Systema Naturae; sendo a espécie-tipo de seu gênero. É nativa do oeste do oceano Atlântico, em recifes de coral e bentos de cascalho de conchas, até os 30 metros de profundidade, na zona nerítica, ocorrendo desde o sudoeste da Flórida, Estados Unidos, até o golfo do México e mar do Caribe, incluindo Bahamas, Antilhas e Venezuela, no norte da América do Sul, e Bermudas até a costa do Brasil, entre o Pará e o Rio de Janeiro.

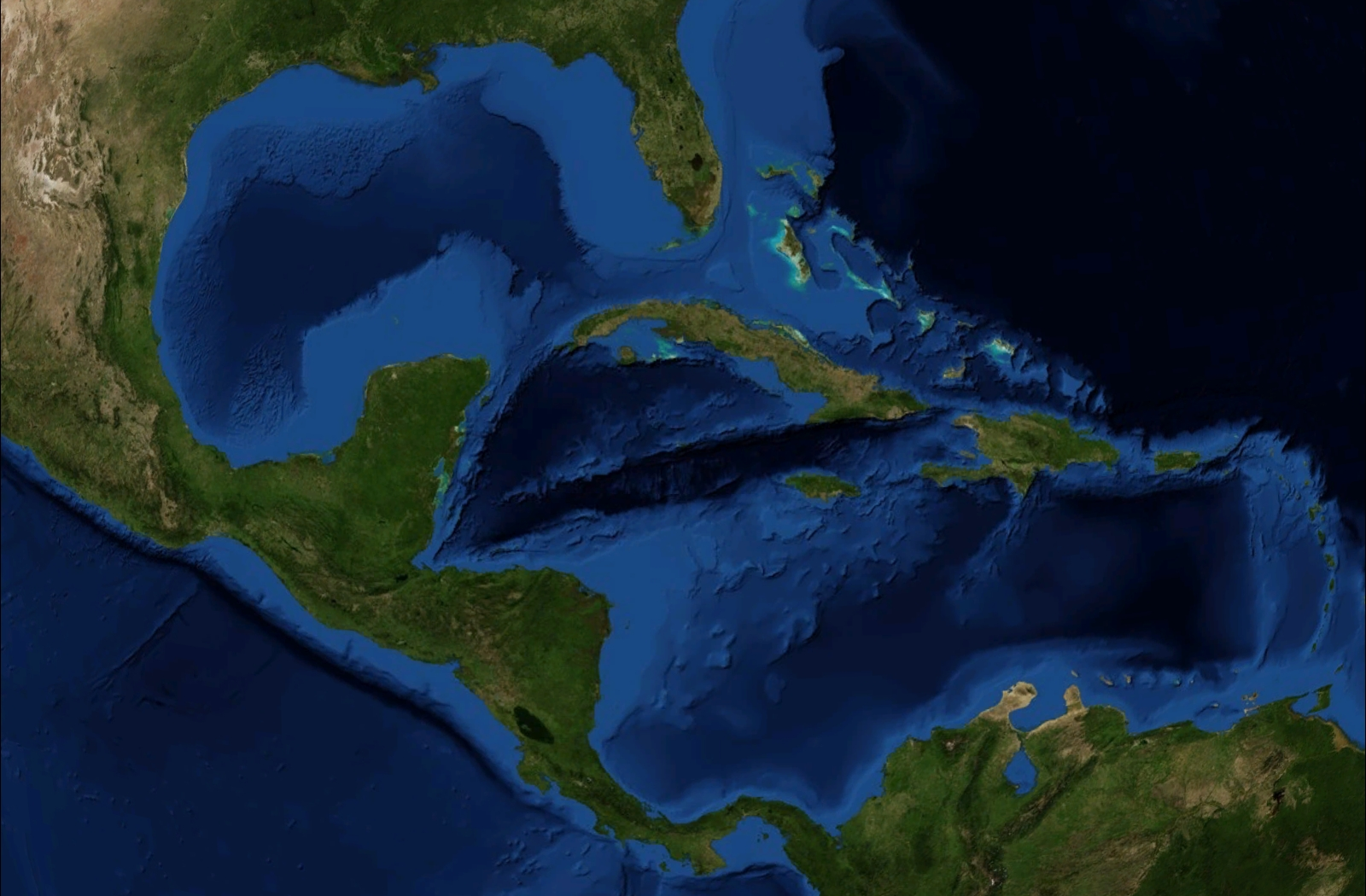
A espécie M. oniscus (Linnaeus, 1767)[4] é encontrada do golfo do México e mar do Caribe (imagem)...
...até a costa do Brasil, no estado do Rio de Janeiro (em vermelho); no oeste do oceano Atlântico.[3]

## Descrição da concha
Concha subcilíndrica e levemente cônico-ovalada, com superfície fortemente nodulosa em 3 fileiras de tubérculos, na sua volta final; com até 7 voltas e com 2.5 a pouco mais de 3 centímetros de comprimento, quando desenvolvida; de superfície polida e de coloração branco-amarelada ou acinzentada, dotada de manchas mais ou menos pálidas em coloração castanho-avermelhada. Sua espiral é quase plana e seu ápice é, muitas vezes, pontudo. Seu lábio externo é engrossado e sulcado; sendo longa e estreita sua abertura e curto o seu canal sifonal. A columela pode ser branca a rosada, com pequenas pústulas.

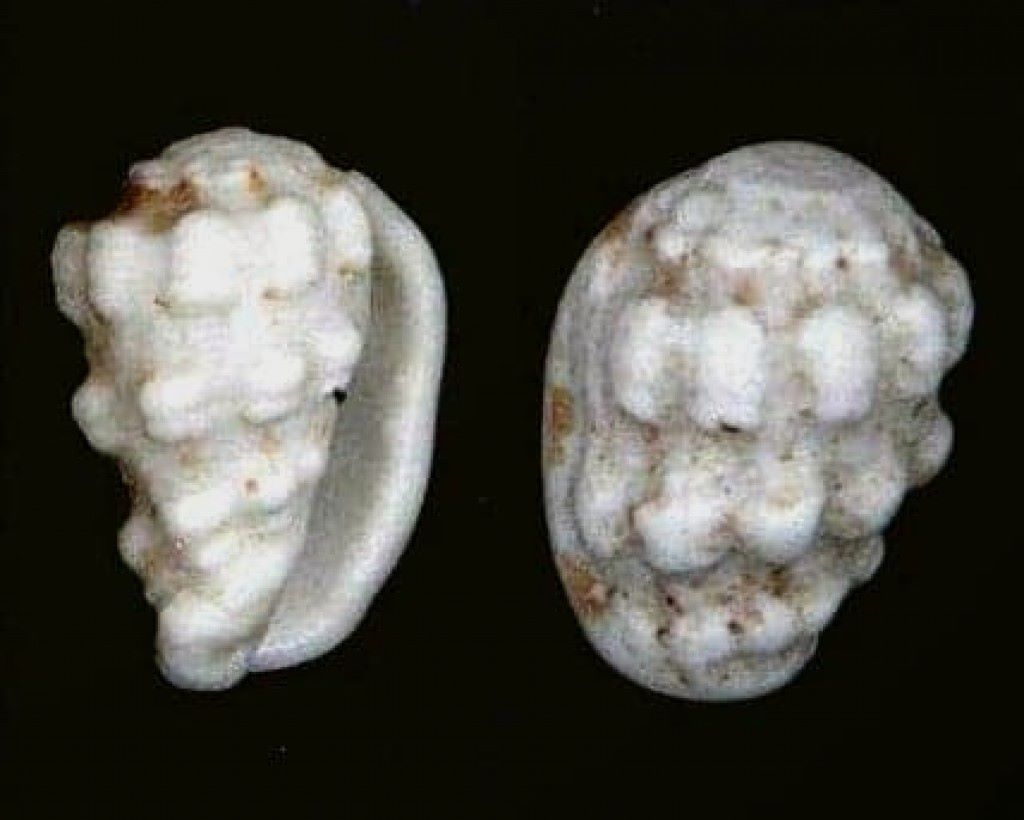
Vista superior (direita) e inferior (esquerda) de duas conchas de M. oniscus (Linnaeus, 1767)[4]; espécimes da coleção do Museu de História Natural de Leiden.